# Avoca (Nebraska)
Avoca es una villa ubicada en el condado de Cass en el estado estadounidense de Nebraska. En el Censo de 2010 tenía una población de 242 habitantes y una densidad poblacional de 713,26 personas por km².

## Geografía
Avoca se encuentra ubicada en las coordenadas 40°47′47″N 96°7′9″O / 40.79639, -96.11917. Según la Oficina del Censo de los Estados Unidos, Avoca tiene una superficie total de 0.34 km², de la cual 0.34 km² corresponden a tierra firme y (0%) 0 km² es agua.

## Demografía
Según el censo de 2010, había 242 personas residiendo en Avoca. La densidad de población era de 713,26 hab./km². De los 242 habitantes, Avoca estaba compuesto por el 95.04% blancos, el 0% eran afroamericanos, el 2.07% eran amerindios, el 0% eran asiáticos, el 0% eran isleños del Pacífico, el 0.83% eran de otras razas y el 2.07% pertenecían a dos o más razas. Del total de la población el 2.89% eran hispanos o latinos de cualquier raza.